# Fraude de las preferentes en España
La estafa de las preferentes en España hace referencia al fraude bancario en la emisión y venta de acciones preferentes por bancos y Cajas de Ahorros de España que desde los años 1990, incrementándose en 2003 y con el punto álgido en el periodo 2009 a 2011 -época que comprende la burbuja inmobiliaria y la crisis económica española de 2008-2014- colocaron este tipo de acciones a unos 700.000 clientes sin la debida transparencia ya que no podían entender el producto por su complejidad, fueron engañados y por tanto desconocían el riesgo que acarreaba su adquisición. En muchos casos pensaron que era renta fija cuando en realidad era renta variable. En el momento más álgido, estallido de la crisis financiera de 2008, el valor de venta de preferentes alcanzó los 30.000 millones de euros. El Gobierno de España admitió que su comercialización fue un fallo y la CNMV ha reconocido que muchas ocasiones se incumplía la ley.

## Mecanismo del fraude de las preferentes en España
En España las entidades bancarias ofrecieron las acciones preferentes a inversores particulares dando a entender que se trataba de renta fija cuando no lo era. En un porcentaje muy alto los inversores eran particulares inexpertos que creyeron que era una inversión segura -la seguridad es una característica fundamental de la renta fija-.  Por lo demás, la rentabilidad ofrecida era algo mayor que la de muchos productos de renta fija, pero en ningún caso suficiente para justificar asumir riesgos que son propios de valores de renta variable que, si bien tienen a veces un alto riesgo, ofrecen a cambio la posibilidad de muy altas rentabilidades. El desconocimiento de los inversores sobre las condiciones de su contratación así como la imposibilidad de rescate del dinero invertido ha llevado a algunos observadores económicos a considerar esta práctica una verdadera estafa bancaria perpetrada por las entidades financieras, dando lugar a numerosas protestas y reclamaciones judiciales ante la falta de protección legal de los ciudadanos.

### Motivo y explicación del fraude bancario
Tras la caída de Lehman Brothers y la crisis de las hipotecas subprime se produce la crisis financiera de 2008 y la Gran Recesión que se extiende por la mayoría de países europeos. En España la crisis se ve agudizada por la crisis inmobiliaria que caracterizará la particular crisis económica española iniciada en 2008. Ante esta situación las cajas de ahorro así como otras entidades bancarias necesitaban ampliar capital para cubrir los grandes riesgos asumidos en el sector inmobiliario y buscaron en los productos híbridos -como las preferentes- el medio para esa ampliación de capital. No podían vender esos activos a otras entidades -ya que estaban en la misma situación- ni a empresas como las inmobiliarias que estaban endeudadas y por ello convencieron a miles de ahorradores para que convirtiesen sus depósitos -sus ahorros-, que estaban totalmente garantizados por el fondo de garantía de depósitos, en acciones preferentes y deuda subordinada, productos que no estaban garantizados, pero que sí que permitía a la entidad computar como capital. El problema apareció cuando estos productos, que cotizaban en un mercado opaco, comenzaron a caer de precio y cuando los accionistas, en general ahorradores y no inversores, quisieron recuperar sus inversiones devaluadas.

## Qué son las acciones preferentes
Una Acción preferente, participación preferente' o preferente es un valor o acción emitido por una sociedad -banco, caja de ahorros o empresa financiera- que no confiere ninguna cuota en su capital ni tampoco derecho de voto en la junta de accionistas. Son perpetuas, no tienen vencimiento y su rentabilidad no está garantizada, ya que está vinculada a la obtención de beneficios -es, como toda acción, renta variable-. Se denominan acciones preferentes porque tienen prioridad frente a otras acciones en el pago de dividendos, sin embargo al llegar la liquidación o en caso de quiebra, las preferentes pueden ser las últimas. Sus condiciones son negociadas directamente entre la entidad emisora -banco- y el inversor o accionista. Son un activo de alto riesgo financiero que puede dar alto interés bancario o grandes pérdidas.

"De modo sintético se puede decir que la doctrina ha resaltado como facetas principales de las acciones preferentes las siguientes:
1. No otorga a sus titulares derechos políticos o derecho de voto.
2. No otorgan derecho de suscripción preferente respecto de futuras emisiones.
3. La propia denominación no expresa su esencia, es confusa, y, como tal, no es casual, por cuanto que otra expresión podría haber alertado a los inversores.
4. No son depósitos ni están cubiertos por el fondo de garantía de depósitos.
5. Su plazo es ilimitado, tienen carácter perpetuo, normalmente el emisor se reserva el derecho a amortizarlas.
6. Sirven para incrementar los recursos propios básicos a un coste, en general, muy por debajo del ROE ("return on Equity", beneficio después de impuestos/fondos propios).

cita

O, como ha sintetizado algún autor[cita requerida]: "Lo que en realidad se está haciendo no es más que financiar a esa entidad comprando un título de discutible rentabilidad, escasísima liquidez y mucho riesgo, sin disfrutar de los derechos sociales que otorga la Ley al tenedor de acciones de una empresa con forma societaria. Es decir, se convierte en un accionista de segunda y acaba siendo el banco de su propio banco".
Lo ha dicho también la propia Comisión Nacional del Mercado de Valores:
"Las participaciones preferentes (PPR) son valores emitidos por una sociedad que no confieren participación en su capital ni derecho de voto. Tienen carácter perpetuo y su rentabilidad, generalmente variable, no está garantizada. Se trata de un instrumento complejo y de riesgo elevado que puede generar rentabilidad, pero también pérdidas en el capital invertido".}}

## Bancos y Cajas Ahorros implicadas
En septiembre de 2011 la Comisión Nacional del Mercado de Valores emitió un informe en  el que se señala, salvo los grandes bancos, todas las entidades cometían algún tipo de anomalía en la negociación de los productos híbridos. 
En abril de 2013, la CNMV había abierto expediente a 17 de las 19 entidades financieras que emitieron participaciones preferentes desde 1999
Entidades expedientadas
En la actualidad, la CNMV ha abierto expediente a las siguientes entidades:
1. CAI
2. Caixa Penedés
3. Ibercaja
4. CAM
5. Caja Sol
6. Caja Canarias
7. La Caixa
8. Caja Cantabria
9. Caja Extremadura
10. Caja Asturias
11. Caja Murcia
12. Unnim
13. Catalunya Caixa
14. Caja España
15. Caja Duero
16. Banesto
17. Novacaixagalicia

## Casos judiciales

### Caso de las preferentes de la CAM
Diversos particulares y colectivos han acudido a la vía penal en la Audiencia Nacional para solicitar responsabilidades penales y civiles por las preferentes de la CAM. La investigación concluyó a inicios de 2018, cuando el Juzgado Central de Instrucción número 3 dictó la apertura de juicio oral.

## Venta fraudulenta de preferentes en CatalunyaCaixa
En los años 2008 y 2009, Caixa Catalunya (posteriormente Catalunya Banc) vendió a sus propios clientes participaciones preferentes y deuda subordinada mintiendo de manera explícita sobre las condiciones de dichos productos de alto riesgo financiero. Correos internos de las delegaciones de Catalunya Caixa en Asturias y Galicia sus responsables alentaban a vender las preferentes y la deuda subordinada como productos a plazo fijo a tres meses o plazo fijo depósito anticipado, cuando dichos productos son una inversión a perpetuidad.

## Afectados y cantidad estafada
En España el número de afectados alcanzaría la cifra de 700.000.

### Galicia
Un informe del Fondo de Reestructuración Ordenada Bancaria (FROB) eleva a 116.000 personas el total de afectados por preferentes y subordinadas en Galicia, y el dinero estafado asciende a 1.831 millones.